# Scaphisoma perkinsi
Scaphisoma perkinsi är en skalbaggsart som beskrevs av Scott 1908. Scaphisoma perkinsi ingår i släktet Scaphisoma och familjen kortvingar. Inga underarter finns listade i Catalogue of Life.